# Малиновка (Черниговский район)
Мали́новка (укр. Мали́нівка) — село Черниговского района Черниговской области Украины. Население 223 человека.
Код КОАТУУ: 7425588702. Почтовый индекс: 15525. Телефонный код: +380 462.

## Власть
Орган местного самоуправления — Тереховский сельский совет. Почтовый адрес: 15521, Черниговская обл., Черниговский р-н, с. Тереховка, ул. Независимости, 4